# Omloop van het Houtland 2022
L'Omloop van het Houtland 2022, settantaseiesima edizione della corsa e valida come prova dell'UCI Europe Tour 2022 categoria 1.1, si è svolta il 21 settembre 2022 su un percorso di 196,4 km, con partenza a Eernegem e arrivo a Lichtervelde, in Belgio. La vittoria è andata al belga Jasper Philipsen, il quale ha completato il percorso in 4h24'36", alla media di 44,535 km/h, precedendo il connazionale Arnaud De Lie e l'olandese Dylan Groenewegen.
Sul traguardo di Lichtervelde 145 ciclisti, dei 151 partiti da Eernegem, hanno portato a termine la competizione.

## Squadre e corridori partecipanti
| N.      | Cod. | Squadra                  |
| ------- | ---- | ------------------------ |
| 1-7     | IWG  | Intermarché-Wanty-Gobert |
| 11-17   | LTS  | Lotto Soudal             |
| 21-27   | BOH  | Bora-Hansgrohe           |
| 31-37   | COF  | Cofidis                  |
| 41-46   | IPT  | Israel-Premier Tech      |
| 51-57   | TJV  | Jumbo-Visma              |
| 62-67   | MOV  | Movistar Team            |
| 71-77   | BEX  | Team BikeExchange-Jayco  |
| 81-87   | DSM  | Team DSM                 |
| 91-96   | TEN  | TotalEnergies            |
| 101-107 | ARK  | Team Arkéa-Samsic        |
| 111-117 | ADC  | Alpecin-Deceuninck       |

| N.      | Cod. | Squadra                           |
| ------- | ---- | --------------------------------- |
| 121-127 | BWB  | Bingoal Pauwels Sauces WB         |
| 132-136 | HPM  | Human Powered Health              |
| 141-147 | SVB  | Sport Vlaanderen-Baloise          |
| 151-157 | UXT  | Uno-X Pro Cycling Team            |
| 161-166 | BEB  | Bolton Equities Black Spoke       |
| 171-177 | EHS  | Elevate p/b Home Solution Soenens |
| 171-177 | GDM  | Geofco-Doltcini Materiel Velo.com |
| 181-187 | GRL  | Go Sport-Roubaix Lille Métropole  |
| 201-207 | MET  | Metec-Solarwatt p/b Mantel        |
| 211-217 | MCT  | Minerva Cycling                   |
| 222-227 | TIS  | Tarteletto-Isorex                 |

## Ordine d'arrivo (Top 10)
| Pos. | Corridore        | Squadra       | Tempo    |
| ---- | ---------------- | ------------- | -------- |
| 1    | Jasper Philipsen | Alpecin       | 4h24'36" |
| 2    | Arnaud De Lie    | Lotto         | s.t.     |
| 3    | D. Groenewegen   | BikeExchange  | s.t.     |
| 4    | John Degenkolb   | DSM           | s.t.     |
| 5    | Dries Van Gestel | TotalEnergies | s.t.     |
| 6    | Jordi Meeus      | Bora          | s.t.     |
| 7    | Bryan Coquard    | Cofidis       | s.t.     |
| 8    | Lorrenzo Manzin  | TotalEnergies | s.t.     |
| 9    | Gerben Thijssen  | Intermarché   | s.t.     |
| 10   | Max Kanter       | Movistar      | s.t.     |